# 李素华
李素华（1960年—），汉族，中华人民共和国政治人物、第十一届全国政协委员。
担任广东省歌舞剧院国家一级演员。2008年，当选第十一届全国政协委员，代表文化艺术界，分入第二十七组。